# Ingeborg Hovland
Ingeborg Hovland (3 de outubro de 1969) é uma ex-futebolista norueguesa, campeã olímpica.

## Carreira
Foi medalhista olímpica de ouro pela seleção de seu país em 2000.